# International Federation of Air Traffic Controllers Associations
L'International Federation of Air Traffic Controllers' Associations, in italiano Federazione Internazionale delle Associazioni dei Controllori del Traffico Aereo, più comunemente nota con l'acronimo IFATCA, è una Federazione che unisce le associazioni professionali dei controllori di volo da tutto il mondo.

## Storia ed organizzazione
Fondata nel 1961, l'organizzazione ha lo scopo di condurre studi tecnici e di cooperare con le istituzioni dell'aviazione mondiale. Alcuni suoi rappresentanti occupano dei posti anche all'ICAO, soprattutto per quanto riguarda tavoli tecnici. 
IFATCA è guidata da un presidente. Attualmente questa carica è ricoperta dall'australiano Duncan Auld. Il presidente è coadiuvato da un consiglio (executive board). Il consiglio viene rinnovato durante le Conferenze annuali che l'associazione organizza ogni anno in uno dei paesi membri. 
Sono inoltre presenti quattro commissioni, ognuna con un compito diverso. Ognuna di queste è composta da un board, composto da più stati membri, con a capo un Direttore. Queste commissioni sono così divise:
- Finanza (Finance Committee - FIC)
- Costituzione ed amministrazione (Constitution and Administration Committee - CAC)
- Professionale e Legale (Professional & Legal Committee - PLC)
- Tecnica-operativa (Technical and Operational Committee - TOC)

A livello territoriale, la Federazione è divisa in 4 regioni: America, Europa, Africa e Asia-Medio Oriente. Ognuna di queste regioni organizza degli incontri e dei tavoli di lavoro tra i paesi membri della propria area.

## Scopo
Nell'Atto di Costituzione di IFATCA del 1961, sono elencati i 7 obiettivi dell'associazione:
- Operare come una Federazione No-Profit e non politica
- Promuovere sicurezza, efficienza e regolarità nella navigazione aerea internazionale
- Assistere e dare consigli per un sicuro ed ordinato sviluppo del controllo del traffico aereo
- Promuovere e sostenere elevati livelli di preparazione ed efficienza tra i controllori del traffico aereo
- Proteggere e salvaguardare gli interessi della professione del controllore del traffico aereo
- Cooperare ed affiliarsi con altre organizzazioni professionali internazionali
- Impegnarsi per una federazione mondiale di Associazioni di controllori di volo

## Membri
La Federazione conta più di 130 associazioni nazionali di controllori del traffico aereo, per un totale di più di 50.000 membri. Anche l'associazione nazionale dei controllori di volo italiana (ANACNA) è affiliata all'IFATCA. Le associazioni aderenti sono divise in 4 aree territoriali:
- Africa & Middle East
- Americas
- Asia Pacific
- Europe